# TempleOS
TempleOS (anteriormente J Operating System, SparrowOS y LoseThos) es un sistema operativo liviano de temática bíblica diseñado para ser el Tercer Templo profetizado en la Biblia. Fue creado por el programador estadounidense Terry A. Davis, quien lo desarrolló solo en el transcurso de una década después de una serie de episodios maníacos que luego describió como una revelación de Dios.
El sistema se caracterizó como un Commodore 64 x86-64 moderno, utilizando una interfaz similar a una mezcla de DOS y Turbo C. Davis proclamó que las características del sistema, como su resolución de 640x480, una pantalla de 16 colores y un único canal de audio, le fueron explícitamente instruidas por Dios. Se programó con una variación original de C (llamada HolyC) en lugar de BASIC, e incluía un simulador de vuelo, compilador y kernel originales.
TempleOS se lanzó en 2013 y se actualizó por última vez en 2017. Recibió críticas muy favorables en comunidades de tecnología y Davis acumuló un pequeño número de seguidores en línea. Davis murió el 11 de agosto de 2018.

## Trasfondo

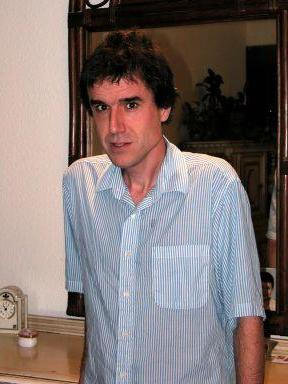
Terry A. Davis cerca del año 2000

Terry A. Davis (1969–2018) comenzó a experimentar episodios maníacos regulares en 1996, lo que lo llevó a numerosas estancias en hospitales psiquiátricos. Inicialmente diagnosticado con trastorno bipolar, más tarde fue declarado esquizofrénico y permaneció desempleado por el resto de su vida. Sufrió delirios de extraterrestres y agentes del gobierno que lo dejaron brevemente hospitalizado por sus problemas de salud mental. Después de experimentar una "revelación" autodescrita, proclamó que estaba en comunicación directa con Dios, y que Dios le dijo que el sistema operativo era para el tercer templo de Dios.
Davis comenzó a desarrollar TempleOS alrededor de 2003. Uno de sus primeros nombres fue "J Operating System" antes de cambiar su nombre a "LoseThos", una referencia a una escena de la película Platoon de 1986. En 2008, Davis escribió que LoseThos era "principalmente para hacer videojuegos". No tiene redes ni soporte de Internet. En lo que a mí respecta, eso sería reinventar la rueda". Otro nombre que utilizó fue "SparrowOS" antes de establecerse en "TempleOS". A mediados de 2013, su sitio web anunció: "El templo de Dios está terminado. Ahora, Dios mata a la CIA hasta que se propague. [sic]" Davis murió cuando fue atropellado por un tren el 11 de agosto de 2018.

## Resumen del sistema
TempleOS es un sistema operativo de 64 bits para la programación recreativa, con multitarea cooperativa, multinúcleo, de dominio público, de código abierto, sin espacio de usuario, espacio de direcciones único, y sin conexión a red. El sistema operativo muestra ASCII de 8 bits con gráficos en el código fuente y tiene una biblioteca de gráficos 2D y 3D, que se ejecuta a 640x480 VGA con 16 colores. Como la mayoría de los sistemas operativos modernos, tiene soporte para teclado y ratón. Es compatible con los sistemas de archivos ISO 9660, FAT32 y RedSea (este último creado por Davis) con soporte para la compresión de archivos. Según Davis, esta resolución limitada fue hecha con la finalidad de facilitar a los niños dibujar ilustraciones para Dios.
El sistema operativo incluye un simulador de vuelo, compilador y kernel originales. Un programa incluido, "After Egypt", es un juego en el que el jugador viaja a una zarza ardiente para usar un "cronómetro de alta velocidad". El cronómetro está destinado a actuar como un oráculo que genera un texto pseudoaleatorio, algo que Davis comparó con un tablero Ouija y una glosolalia. A continuación se muestra un ejemplo de texto generado: 
TempleOS fue escrito en un lenguaje de programación desarrollado por Davis en C y C ++, llamado "HolyC". HolyC es una variación de C, desarrollada por Davis como el lenguaje de programación de TempleOS. Se utiliza para interactuar con el shell y para escribir y ejecutar aplicaciones completas desde el shell. El IDE que viene con TempleOS admite varias características, como incrustar imágenes en código. Utiliza un formato de texto no estándar (conocido como DolDoc) que admite enlaces de hipertexto, imágenes y mallas 3D para incrustarse en lo que de otro modo serían archivos ASCII normales. Un archivo puede tener un modelo 3D giratorio de un tanque como comentario en el código fuente. El código puede ser compilado por JIT. Davis finalmente escribió más de 100,000 líneas de código para el sistema operativo.

## Recepción de la crítica
TempleOS recibió críticas mayormente favorables. El periodista tecnológico David Cassel opinó que esto se debió en parte a que "los sitios web de programación intentaron encontrar la paciencia y la comprensión necesarias para acomodar a Davis". TechRepublic y OSNews publicaron artículos positivos sobre el trabajo de Davis, a pesar de que Davis fue excluido de este último por comentarios hostiles dirigidos a sus lectores y personal. En su revisión para TechRepublic, James Sanders concluyó que "TempleOS es un testimonio de la dedicación y pasión de un hombre que muestra su destreza tecnológica. No necesita ser nada más". El editor de OSNews, Kroc Kamen, escribió que el sistema operativo "muestra que la informática todavía puede ser un pasatiempo. ¿Por qué todos son tan serios en estos días? Si quiero codificar un sistema operativo que utiliza la danza interpretativa como método de entrada, debería permitírsele hacerlo, empresas como Apple son malditas". En 2017, el sistema operativo se mostró como parte de una exposición de arte externo en Bourogne, Francia.
Después de la muerte de Davis, el editor de OSNews, Thom Holwerda, escribió: "Davis era claramente un programador talentoso, escribir un sistema operativo completo no es poca cosa, y fue triste verlo afectado por su enfermedad mental". Un fanático describió a Davis como una "leyenda de la programación", mientras que otro, un ingeniero informático, comparó el desarrollo de TempleOS con un rascacielos construido por un solo hombre. El ingeniero había hablado largamente con Davis y creía que Davis podría haber sido un "Steve Jobs" o un "Steve Wozniak" si no fuera por su enfermedad. Agregó que "realmente me sorprende que un hombre haya escrito todo eso" y que era "difícil para una persona laica entender que logró algo fenomenal" al escribir solo un sistema operativo completo. Otro ingeniero informático dijo que TempleOS contenía innovaciones que ningún otro desarrollador había logrado, particularmente que se ejecuta en cierta parte de un procesador de computadora para mantener su velocidad "extremadamente rápida".